# マリー・アントワネット
マリー＝アントワネット＝ジョゼフ＝ジャンヌ・ド・アプスブール＝ロレーヌ（フランス語: Marie-Antoinette-Josèphe-Jeanne de Habsbourg-Lorraine, 1755年11月2日 - 1793年10月16日）またはマリー＝アントワネット・ドートリッシュ（フランス語: Marie-Antoinette d'Autriche）は、フランス国王ルイ16世の王妃（王后・王太后）。オーストリアとフランスの政治的同盟のためルイ16世へ嫁ぎ、フランス革命で処刑された。

## 概要
フランツ1世とマリア・テレジアの第15子（第11女）として1755年11月2日にウィーンで生まれた。フランスとオーストリアの同盟に伴う外交政策の一環により、当時フランス王太子だったルイ16世と1770年に結婚し、彼の即位に伴って1774年にフランス王妃となった。
アントワネットは、宮廷での束縛を嫌い、離宮のプチトリアノンで少数の貴族と過ごすことが多かった。中でもハンス・アクセル・フォン・フェルセンとの交流は知られている。
アントワネットは、オーストリアに対する同調姿勢や、宮廷生活について王太子妃時代から批判された。また、王妃となってからもベルサイユの宮廷の模範という規範を逸脱した行為や言動により、保守的な貴族を中心に大きな抵抗勢力が宮廷内に形成されることになった。
1789年にフランス革命が始まり、アントワネットを含めた国王一家はテュイルリー宮殿に軟禁された。アントワネットは宮廷内で反革命勢力を形成し、君主制維持を目的として諸外国との交渉を行った。特にウィーン宮廷との秘密交渉を進め、外国軍隊のフランス侵入を期待したが、逃亡に失敗する。1792年にフランス革命戦争が勃発したことにより、アントワネットのイメージはさらに悪化した。同年8月10日に王政が廃止され、国王一家はタンプル塔に収監された。
その後、ルイ16世の裁判が国民公会で行われ、死刑判決を経て1793年1月21日に処刑された。一方、アントワネットの裁判は革命裁判所で行われ、死刑判決を経て同年10月16日に処刑された。

## 生涯

### 幼少期～結婚

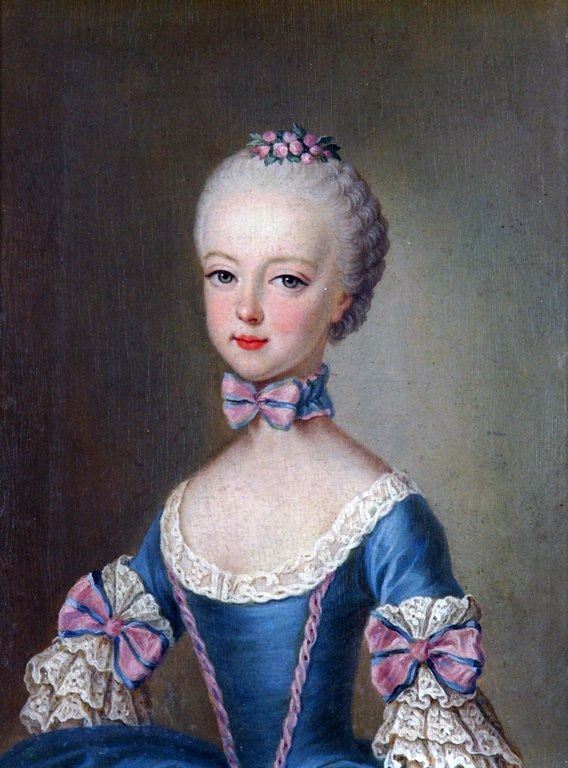
少女時代のアントーニア

1755年11月2日、神聖ローマ皇帝フランツ1世とオーストリア女大公マリア・テレジアの十一女としてウィーンで誕生した。ドイツ語名は、マリア・アントーニア・ヨーゼファ・ヨハンナ・フォン・ハプスブルク＝ロートリンゲン。
代父母のポルトガル国王ジョゼ1世とその王妃マリアナ・ビクトリアが名付け親となった。洗礼式はウィーン大司教が行い、兄のヨーゼフ大公と姉のマリア・アンナが代父母の代理を務めた。しかし前日にリスボン地震が起こったことが伝わると、一部では生まれた女の子の不幸な未来を予告しているのではとささやき合った。
アントーニアは幼少期にマリア・カロリーナ、フェルディナント、マクシミリアンといった年の近い兄弟と共に育てられた。イタリア語やダンス、作曲家グルックのもとで身につけたハープやクラヴサンなどの演奏を得意とした。オーストリア宮廷は非常に家庭的で、幼いころから家族揃って狩りに出かけたり、家族でバレエやオペラを観覧したりした。また幼いころからバレエやオペラを皇女らが演じている。
当時のオーストリアは、プロイセンの脅威から伝統的な外交関係を転換してフランスとの同盟関係を深めようとしており（外交革命）、その一環として母マリア・テレジアは、自分の娘とフランス国王ルイ15世の孫、ルイ・オーギュスト（のちのルイ16世）との政略結婚を画策した。神聖ローマ皇帝フランツ1世の母方の祖父はオルレアン公フィリップ1世であり、ルイ15世の母方の祖母はオルレアン公フィリップ1世の娘であったので、ルイ15世とアントーニアたち姉妹は又従兄妹であった。当初はマリア・カロリーナがその候補であったが、ナポリ王と婚約していたすぐ上の姉マリア・ヨーゼファが1767年、結婚直前に急死したため、翌1768年に急遽マリア・カロリーナがナポリのフェルディナンド4世へ嫁ぐことになった。そのため、アントーニアがフランスとの政略結婚候補に繰り上がった。
1763年5月、結婚の使節としてメルシー伯爵が駐仏大使としてフランスに派遣されたが、ルイ・オーギュストの父で王太子ルイ・フェルディナン、母マリー＝ジョゼフ・ド・サクス（ポーランド王アウグスト3世兼ザクセン選帝侯フリードリヒ・アウグスト2世の娘）がともに結婚に反対で、交渉ははかばかしくは進まなかった。
1765年にルイ・フェルディナンが死去した。1769年6月、ようやくルイ15世からマリア・テレジアへ婚約文書が送られた。このときアントーニアはまだフランス語が修得できていなかったため、オルレアン司教であるヴェルモン神父について本格的に学習を開始することとなった。1770年4月19日、マリア・アントーニアが14歳のとき、王太子となっていたルイとの結婚式はまずウィーンで代理人によって行われ、1770年5月16日、ヴェルサイユ宮殿の王室礼拝堂にて挙行された。
アントーニアはフランス王太子妃マリー・アントワネットと呼ばれることとなった。このとき『マリー・アントワネットの讃歌』が作られ、盛大に祝福された。
ルイ15世は婚姻によってオーストリアとの同盟を維持しようと考えたが、七年戦争においてオーストリアと同盟を結んだフランスはプロイセンに敗北していた。フランスの感情として反オーストリアの機運が高まり、アントワネットは反オーストリアによる偏見に常に悩まされることになる。 
七年戦争の敗北や、フランスの同盟国であるポーランドが1772年にオーストリア、ロシア、プロイセンに分割されたことなど、オーストリアとの同盟後に起こったこれらの事柄は、フランスがヨーロッパでの影響力を失ったとの見方が強くフランス国内に残り、フランス革命時は軍隊が国王を見限る事態に陥ることに繋がった。なお、マリア・テレジアはポーランド分割に反対の立場をとり、フランスがオーストリアに敵意を抱くことを恐れていた。

### 宮廷生活

#### デュ・バリー夫人との対立
結婚すると間もなくルイ15世の寵姫デュ・バリー夫人と対立する。もともとデュ・バリー夫人と対立していたルイ15世の娘アデライードが率いるヴィクトワール、ソフィーらに焚きつけられたのだが、娼婦や愛妾が嫌いな母マリア・テレジアの影響を受けたアントワネットは、デュ・バリー夫人の出自の悪さや存在を憎み、徹底的に宮廷内で無視し続けた。当時のしきたりにより、デュ・バリー夫人からアントワネットに声をかけることは禁止されていた。宮廷内はアントワネット派とデュ・バリー夫人派に分かれ、アントワネットがいつデュ・バリー夫人に話しかけるかの話題で持ちきりであったと伝えられている。
ルイ15世はこの対立に激怒し、母マリア・テレジアからも対立をやめるよう忠告を受けた。2人の対決は1772年1月1日に、新年のあいさつに訪れたデュ・バリー夫人に対し、あらかじめ用意された筋書きどおりにアントワネットが声をかけることで表向きは終結した。その後、アントワネットはアデライード王女らとは距離を置くようになった。

#### 結婚生活

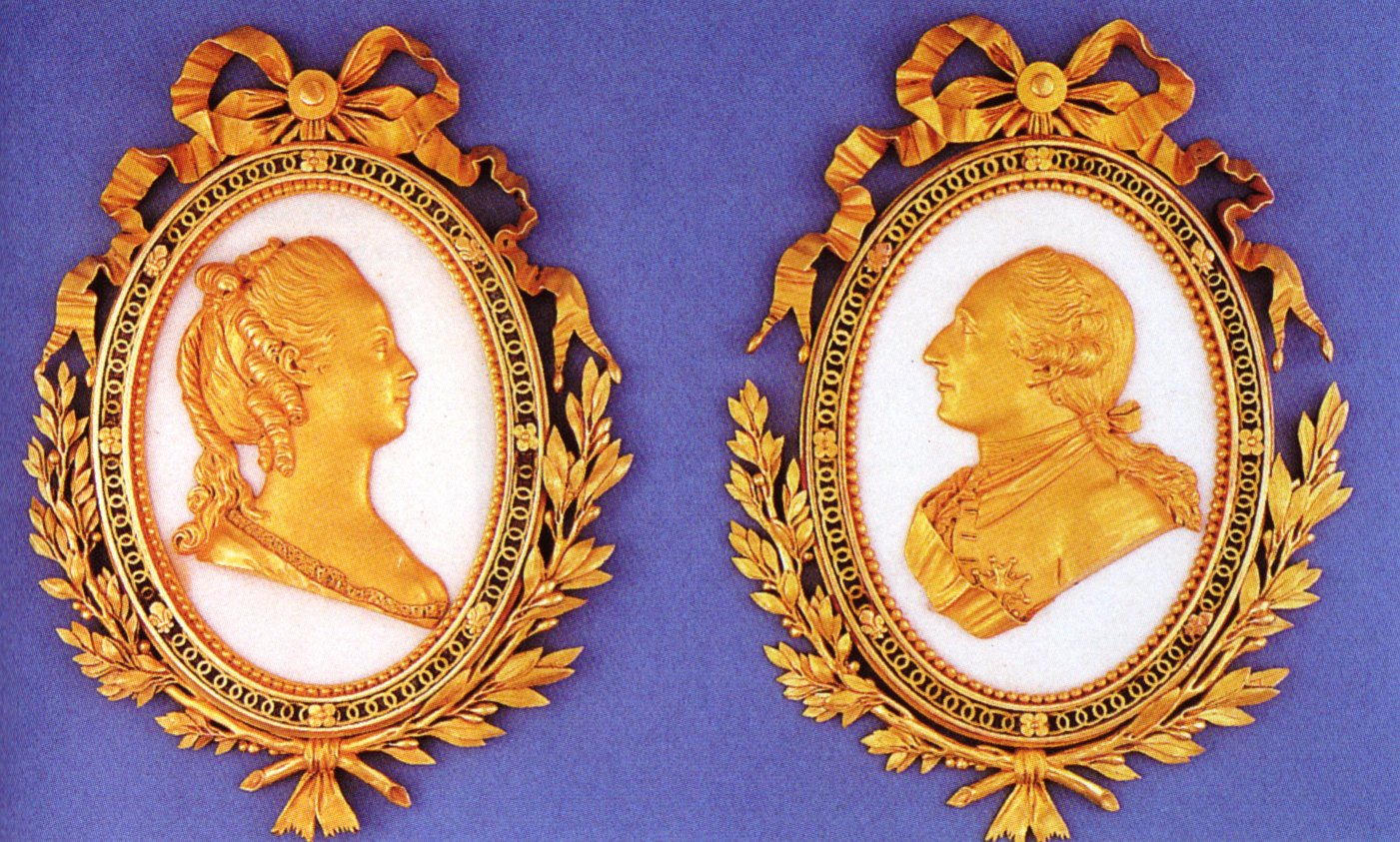
王と王妃の結婚を祝うメダル

しかし、結婚当初二人ともまだ幼かったせいか、アントワネットとルイ16世との間にはなかなか子供が生まれなかった。これはアントワネットの地位を危うくするものだった。当時フランスの王位継承を規定していたサリカ法は男子の王位継承しか認めず、アントワネットには男子を産むことが要求されていたからである。オーストリアにいるアントワネットの母、マリア・テレジアはオーストリアとフランスの同盟関係の維持に不安を抱き、性生活を疑った。1777年4月、アントワネットの長兄ヨーゼフ2世がお忍びでラ・ミュエット宮殿（現在のパリ16区ラ・ミュエット地区）でも生活をともにしていた夫妻のもとを訪問し、夫妻それぞれの相談に応じた。翌1778年、結婚生活7年目にして待望の子どもマリー・テレーズ・シャルロットが生まれた。
アントワネットとルイ16世との夫婦仲はあまり良くなかったと語られることが多いが、アントワネットはルイ16世のことを慕っており、ルイ16世もマリーアントワネットに対して好意はあったとされている。互いの気持ちが上手く疎通できていなかったことにより、フランス革命間際までは距離をとりがちであった。またアントワネットとルイ16世の部屋を繋ぐ隠し通路があったものの、使われることはほとんどなかった。
母マリア・テレジアは娘の身を案じ、たびたび手紙を送って戒めていたが、効果はなかった（この往復書簡は現存し、オーストリア国立公文書館に所蔵されている）。時にパリのオペラ座で仮面舞踏会に遊び、また賭博にも狂的に熱中したと言われるが、賭博に関しては子供が生まれたことをきっかけに訪れた心境の変化から止めている。
アントワネットは自身の手で子供たちを養育することを望み、熱心に教育した。また、子供たちのそばにいるために、ヴェルサイユ宮殿内のアパルトマンの整備を行った。プチ・トリアノン宮殿を与えられてからは、王妃の村里と、そこに家畜用の庭ないし農場を増設し、子供を育てながら家畜を眺める生活を送っていたという。

#### フランス王妃として

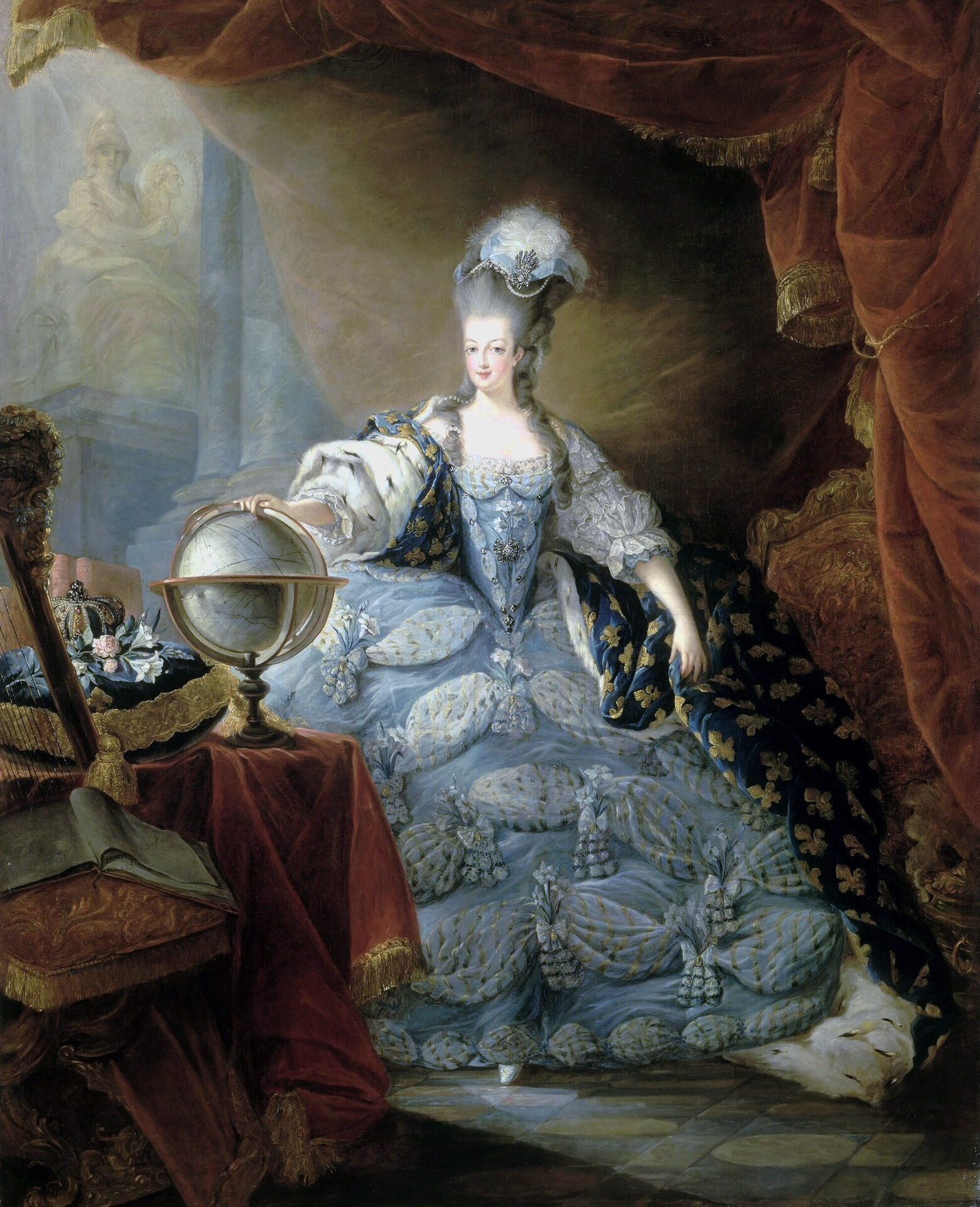
王妃となったアントワネット
（1775年）

1774年、ルイ16世の即位によりフランス王妃となった。王妃になったアントワネットは、朝の接見を簡素化させたり、全王族の食事風景を公開することや、王妃に直接物を渡してはならないなどのベルサイユの習慣や儀式を廃止・緩和させた。しかし、誰が王妃に下着を渡すかでもめたり、廷臣の地位によって便器の形が違ったりすることが一種のステータスであった宮廷内の人々にとっては、アントワネットが彼らが無駄だと知りながらも今まで大切にしてきた特権を奪う形になり、逆に反感を買った。
こうした中で、マリー・アントワネットとスウェーデンの貴族アクセル・フォン・フェルセン伯爵との浮き名が、宮廷ではもっぱらの噂となった。地味な人物である夫のルイ16世を見下しているところもあったという。ただしこれは彼女だけではなく大勢の貴族達の間にもそのような傾向は見られたらしい。一方、彼女は大貴族たちを無視し、彼女の寵に加われなかった貴族たちは、彼女とその寵臣をこぞって非難した。
彼らは宮廷を去ったアデライード王女や宮廷を追われたデュ・バリー夫人の居城にしばしば集まっていた。ヴェルサイユ以外の場所、特にパリではアントワネットへの中傷が酷かったという。多くは流言飛語の類だったが、結果的にこれらの中傷がパリの民衆の憎悪をかき立てることとなった。
1785年にはマリー・アントワネットの名を騙った詐欺師集団による、ブルボン王朝末期を象徴するスキャンダルである首飾り事件が発生する。このように彼女に関する騒動は絶えなかった。

### フランス革命

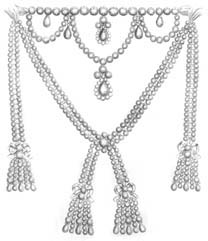
「首飾り事件」の元となったダイヤの首飾り。金500kg相当の価値があった

1789年7月14日、フランスでは王政に対する民衆の不満が爆発し、フランス革命が勃発した。ポリニャック公爵夫人（伯爵夫人から昇格）ら、それまでアントワネットから多大な恩恵を受けていた貴族たちは彼女自身の手助けによって国外に亡命を果たしたが、王妹エリザベートとランバル公妃はそれに従わずアントワネットら国王一家とともにフランスに残る選択をしている。国王一家はヴェルサイユ宮殿からパリのテュイルリー宮殿に身柄を移されたが、アントワネットはフェルセンの力を借り、フランスを脱走してオーストリアにいる兄レオポルト2世に助けを求めようと計画する。
1791年6月20日、計画は実行に移され、国王一家は庶民に化けてパリを脱出する。アントワネットも家庭教師に化けた。フェルセンは疑惑をそらすために国王とアントワネットは別々に行動することを勧めたが、アントワネットは家族全員が乗れる広くて豪奢な（そして、足の遅い）ベルリン馬車に乗ることを主張して譲らず、結局ベルリン馬車が用意された。また馬車には、銀食器、衣装箪笥、食料品などの日用品や、喉がすぐ乾く国王のために酒蔵一つ分のワインが積み込まれた。このため、もともと足の遅い馬車の進行速度をさらに遅らせてしまい、逃亡計画を大いに狂わせることとなった。結局、国境近くのヴァレンヌで身元が発覚し、6月25日にパリへ連れ戻される。このヴァレンヌ事件により、国王一家は親国王派の国民からも見離されてしまう。
1792年、フランス革命戦争が勃発すると、アントワネットが敵軍にフランス軍の作戦を漏らしているとの噂が立った。8月10日、パリ市民と義勇兵はテュイルリー宮殿を襲撃し・アントワネット、ルイ16世、マリー・テレーズ、ルイ・シャルル、エリザベート王女の国王一家はタンプル塔に幽閉される（8月10日事件）。
タンプル塔では、幽閉生活とはいえ家族でチェスを楽しんだり、楽器を演奏したり、子供の勉強を見たりするなど、束の間の家族団欒の時間があった。10皿以上の夕食、30人のお針子を雇うなど待遇は決して悪くなかった。

### 革命裁判

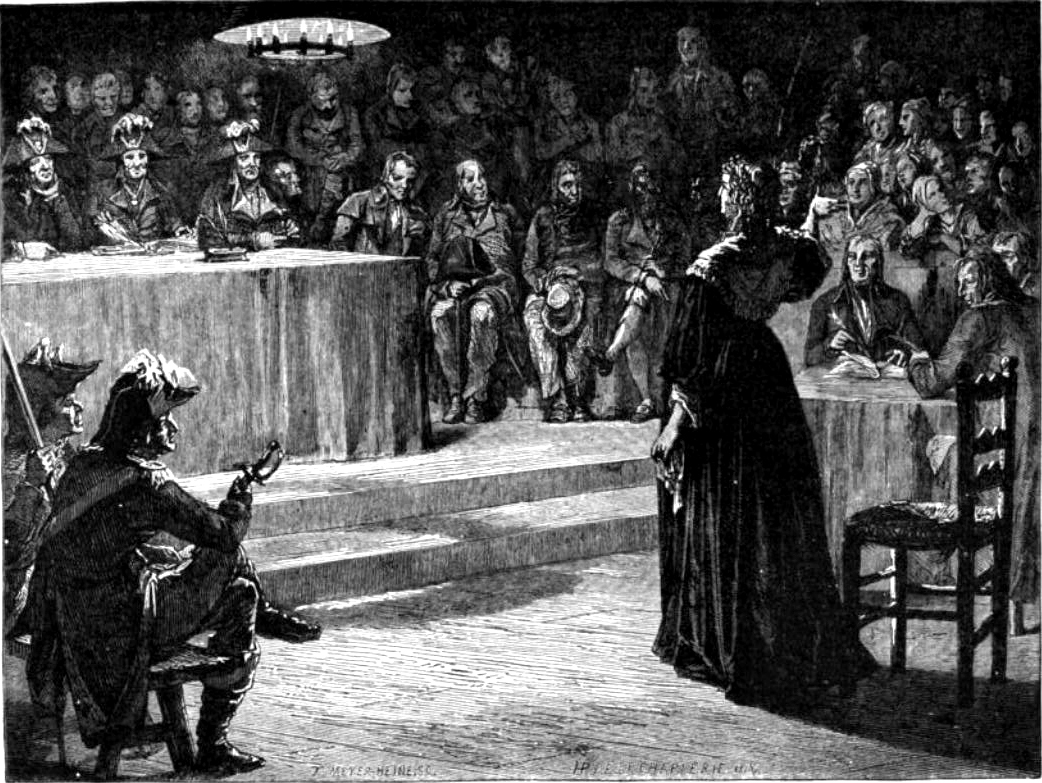
マリー・アントワネットの裁判の様子

1793年1月19日、国民公会はルイ16世に死刑判決を下した。国王一家は翌日になってから死刑判決を知らされ、最後の面会を行った。1793年1月21日午前10時にルイ16世の死刑が執行されるとアントワネットはルイ・シャルルの前にひざまずき「国王崩御、国王万歳!」と言い、新王として接したという。ルイ16世の死後に王后アントワネットは王太后カペー未亡人と呼ばれるようになり、喪服を着て過ごすようになった。王党派によりアントワネットの脱出計画が立てられたが、実行に移されることは無かった。1793年7月3日、ルイ17世はアントワネットと引き離され、ジャコバン派の靴屋であるアントワーヌ・シモンの手にゆだねられた。
1793年8月2日午前3時、アントワネットはコンシェルジュリーへ移送された。フェルセンの提案により、身代金を支払う事でアントワネットの解放を模索する動きもあったが、実現されることは無かった。しかし王党派が立てた計画のうち、元士官のルージュヴィルが立てた脱出計画は、1793年8月28日に実行されるも失敗。ルージュヴィルはオーストリアへ逃亡し、警察管理官であったミショニが逮捕されるという「カーネーション事件」が起きた。事件以後、アントワネットの独房には検査が入るようになり、窓の下には歩哨が立つようになるなど、監視が強化された。アントワネットは1793年10月12日に裁判の事前尋問を受け、10月14日午前8時から午後11時、16日午前8時から午前4時の2日半間に渡り革命裁判所で裁判が行われた（裁判官は合議審で何人も交代し泣いたと伝う。また、マクシミリアン・ロベスピエールとジャコバン派の推薦した証人は数十人以上にもなったと云う）。アントワネットは内通、公費乱用、背徳行為、脱出計画に対しての罪に問われ、重罪により死刑が求刑された。アントワネットは罪状の全てについて否定し、聡明で教養がありノブレス・オブリージュであるアントワネットは自らを弁論し、裁判官の読み上げる罪状の一言一句の全てにディベート（古フランス語・中世フランス語 -debatre- ドゥバトル「戦う」こと）し、彼女らしい芸術的ユーモアのあるフランス語の授業を展開した。彼女を弁論するもの彼女の弁論やディベートに異議を唱えるものはおらず彼女は無実-無罪だという印象を与えた。ヴァレンヌ逃亡については、夫であるルイ16世に従ったためと答えた。ジャック・ルネ・エベールはルイ17世による申し立てとして、母親との近親相姦があったと報告したが、このような荒唐無稽な証言は傍聴人からの反感を買うことになり、マクシミリアン・ロベスピエールを激怒させる結果となった。
しかし、この出来事も判決を覆すまでには至らず、1793年10月16日午前4時頃にアントワネットは死刑判決を受けた。処刑の直前にアントワネットはルイ16世の妹エリザベート宛ての遺書を書き残している。内容は「犯罪者にとって死刑は恥ずべきものだが、無実の罪で断頭台に送られるなら恥ずべきものではない」というものであった。 この遺書は牢獄の管理人であったボーに渡され、検察官のタンヴィルから数人の手に渡った後、王政復古の時代にルイ18世にゆだねられた。なお、革命から唯一生き延びたマリー・テレーズがこの遺書を読むのは1816年のことだった。

### 最期

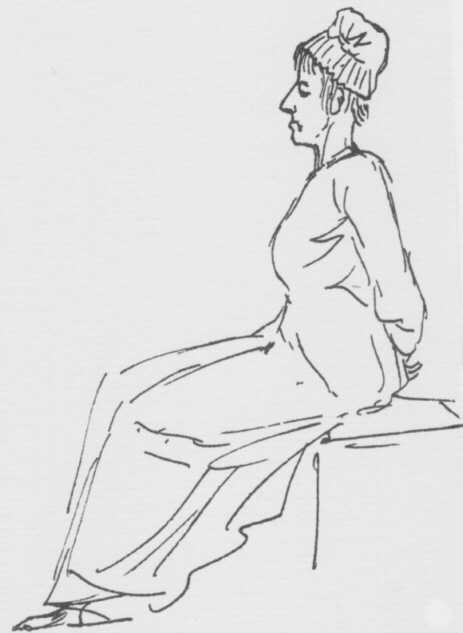
処刑前のアントワネットのスケッチ

遺書を書き終えた彼女は、朝食についての希望を部屋係から聞かれると「何もいりません。すべて終わりました」と述べたと言われ、白衣に白い帽子を身に着けた。革命広場に向かうため、アントワネットは特別な囚人として肥桶の荷車でギロチンへと引き立てられていった。コンシェルジュリーを出たときから、苦なく死ねるように髪を短く刈り取られ両手を後ろ手に縛られていた。19世紀スコットランドの歴史家アーチボルド・アリソンの著した『1789年のフランス革命勃発からブルボン王朝復古までのヨーロッパ史』などによると、最期の言葉は、死刑執行人シャルル＝アンリ・サンソンの足を踏んでしまった際に発した「お赦しくださいね、ムッシュウ。わざとではありませんのよ（Pardonnez-moi, monsieur. Je ne l'ai pas fait exprès.） 」だとされている。
10月16日12時15分、死刑が執行された。それまで息を殺していた何万という群衆は「共和国万歳！」と叫び続けたという。その後、群衆は昼飯の時間帯であったこともあり一斉に退散し、広場は閑散とした。数名の憲兵がしばらく断頭台を見張っていたが、やがて彼女の遺体は刑吏によって小さな手押し車に、首は手押し車の足に載せられ運び去られた。

### 死後
遺体はまず集団墓地となっていたマドレーヌ墓地に葬られた。のちに王政復古が到来すると、新しく国王となったルイ18世は私有地となっていた旧墓地を地権者から購入し、兄夫婦の遺体の捜索を命じた。その際、密かな王党派だった地権者が国王と王妃の遺体が埋葬された場所を植木で囲んでいたのが役に立った。発見されたアントワネットの亡骸はごく一部であったが、1815年1月21日、歴代のフランス国王が眠るサン＝ドニ大聖堂に夫のルイ16世とともに改葬された。

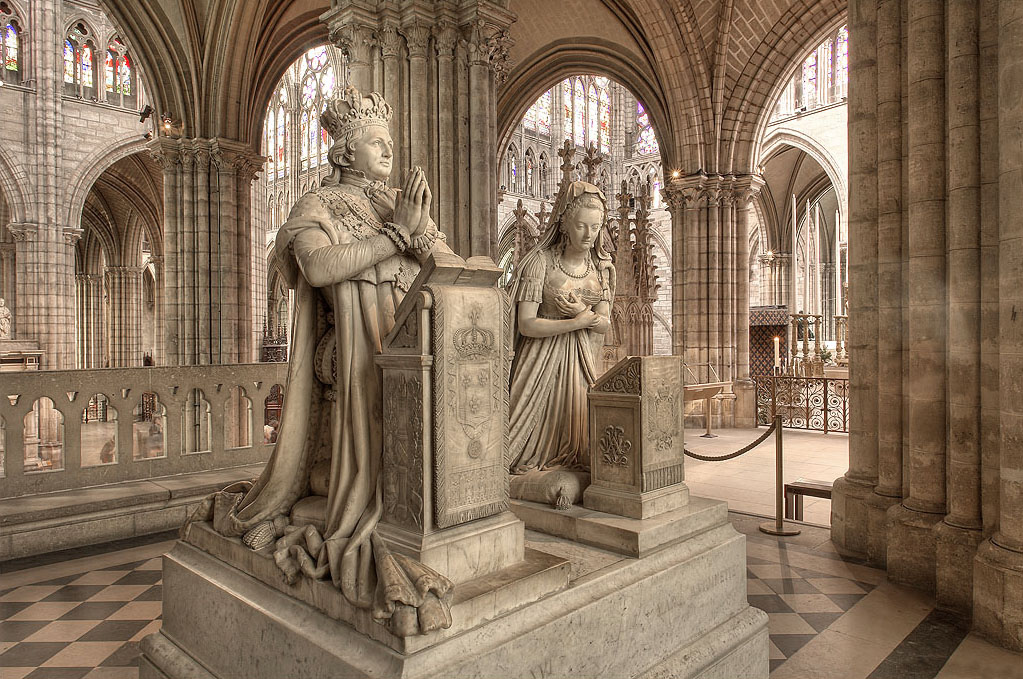
サン＝ドニ大聖堂の慰霊碑

## 「パンがなければ…」の発言
フランス革命前に民衆が貧困と食料難に陥った際、アントワネットが「パンがなければお菓子を食べればいいじゃない」と発言したとの逸話がある。
原文は仏: “Qu'ils mangent de la brioche”であり、直訳すると「彼らはブリオッシュを食べるように」である。ブリオッシュは現代ではパンの一種として扱われるが、かつてはバターと卵を使うことから菓子として扱われた。
逸話の変種として、お菓子ではなくケーキやクロワッサンを食べればいいと発言したとするものもある。なお、クロワッサンやコーヒーを飲む習慣は、彼女がオーストリアから嫁いだときにフランスに伝えられたと言われている。
また、ルイ16世の叔母であるヴィクトワール王女の発言とされることもある。
しかし、この逸話はアントワネット自身の発言ではないことが判っている。
原典として有力とされるひとつは、ルソーの『告白』（1766年ごろ執筆）の第6巻である。ルソーはワインを飲むためにパンを探していた。その時、さる公爵夫人が家臣からの「農民にはパンがありません」との発言に対して「それならブリオッシュを食べればよい」と答えたことを思い出したとする。なお、公爵夫人の発言は、庇護者で愛人でもあったヴァラン夫人とルソーが気まずくなり、マブリ家に家庭教師として出向いていた時代（1740年ごろ）のことという。
アルフォンス・カーは1843年に出版した『悪女たち』の中で、この逸話がアントワネットの発言として流布していると書いたうえで、この逸話は1760年出版のある本に「トスカーナ大公国の公爵夫人」のものとして紹介されたものであるとしている。しかし、実際の公爵夫人自身は飢饉の際に子供の宮廷費を削って寄付したり、ほかの貴族達から寄付金を集めたりするなど、国民を大事に思うとても心優しい人物として知られており、彼女を妬んだほかの貴族たちの作り話であるとしている。トスカーナは1760年当時、アントワネットの父である神聖ローマ皇帝フランツ1世が所有しており、その後もハプスブルク家に受け継がれたことから、こじつけの理由の一端になったともされる。
現代のフランスにおいても、なお「パンがなければお菓子を食べればいいじゃない」はアントワネットを象徴する発言と信じられている。2016年、保守派議員のジャンフランソワ・コペが「パン・オ・ショコラ」の価格について言い間違えたことが、現代のアントワネットのようだと報じられた。

## 人物・言行

### 宮廷生活とプチ・トリアノン宮
「小トリアノン宮殿」も参照。
ルイ14世がフランス絶対王政の栄耀栄華と宮廷内の秩序を示すために定めたヴェルサイユの宮廷儀礼は非常に厳格であり、またふるさとであったウィーンの雰囲気とも異なったため、アントワネットはそれに適応するのに苦労した。王太子妃時代は母親のマリア・テレジアへヴェルサイユの宮廷儀礼の厳格さを嘆いており、第一子のマリー・テレーズを出産した際は出産の苦痛と見物人のせいで疲労が極限まで達し、それを見たルイ16世自身が第二子以降の出産の際、見物人の人数の制限を行ったほどだった。
ルイ16世は1774-1775年頃、アントワネットにもともとルイ15世の所有だった「プチ・トリアノン」を贈る。それ以後、彼女はプチ・トリアノンの改造工事を始め、「ル・アモー・ドゥ・ラ・レーヌ」（王妃の村里）という場所を作り、自由な姿で活動した。プチ・トリアノンにおいて、ポリニャック伯爵夫人、ランバル公妃、アルトワ伯、フェルセン伯など、お気に入りの人々と交流するようになる。また、プチ・トリアノンはヨーゼフ2世、グスタフ3世、後のパーヴェル1世などの賓客を迎える場となった。
アントワネットにとって「王妃の村里」はプチ・トリアノンの自由さに加えて自然の空間を味わう場所でもあった。そこでは牛、羊、山羊、鶏、豚といった動物が飼われたが、これらは非常に丁寧かつ清潔に飼育されていた。アントワネット自身、麦わら帽子をかぶり、モスリンのドレスを着て礼儀作法に縛られない田舎風暮らしを好んだ。この田園生活への憧れは、アントワネット固有のものではなく、当時の王侯貴族に共通するものだったという説もある。
しかし、この閉鎖的に受け取れる姿勢はヴェルサイユのしきたりを無視するものとして受け取られ、「小ウィーン」と呼ばれて、他の貴族たちから反感を抱かれた。アントワネットに近侍していた身分が低い女性たちと身分高い貴婦人たちの間で対立が激しくなり、アントワネットの醜聞を記した怪文書が出回った。
これらに振り回されたアントワネットは次第に王妃としての権威を喪失していくことになる。

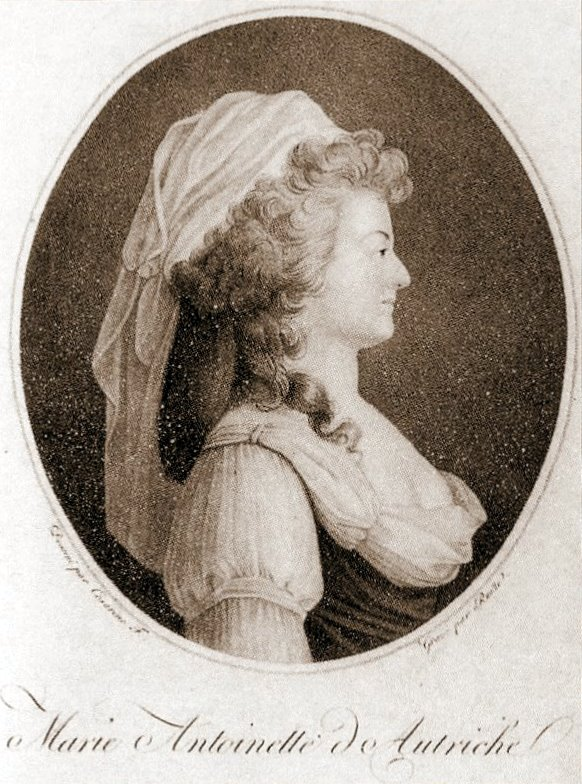
王妃の村里での農婦姿のアントワネット。（1791年）

### 音楽

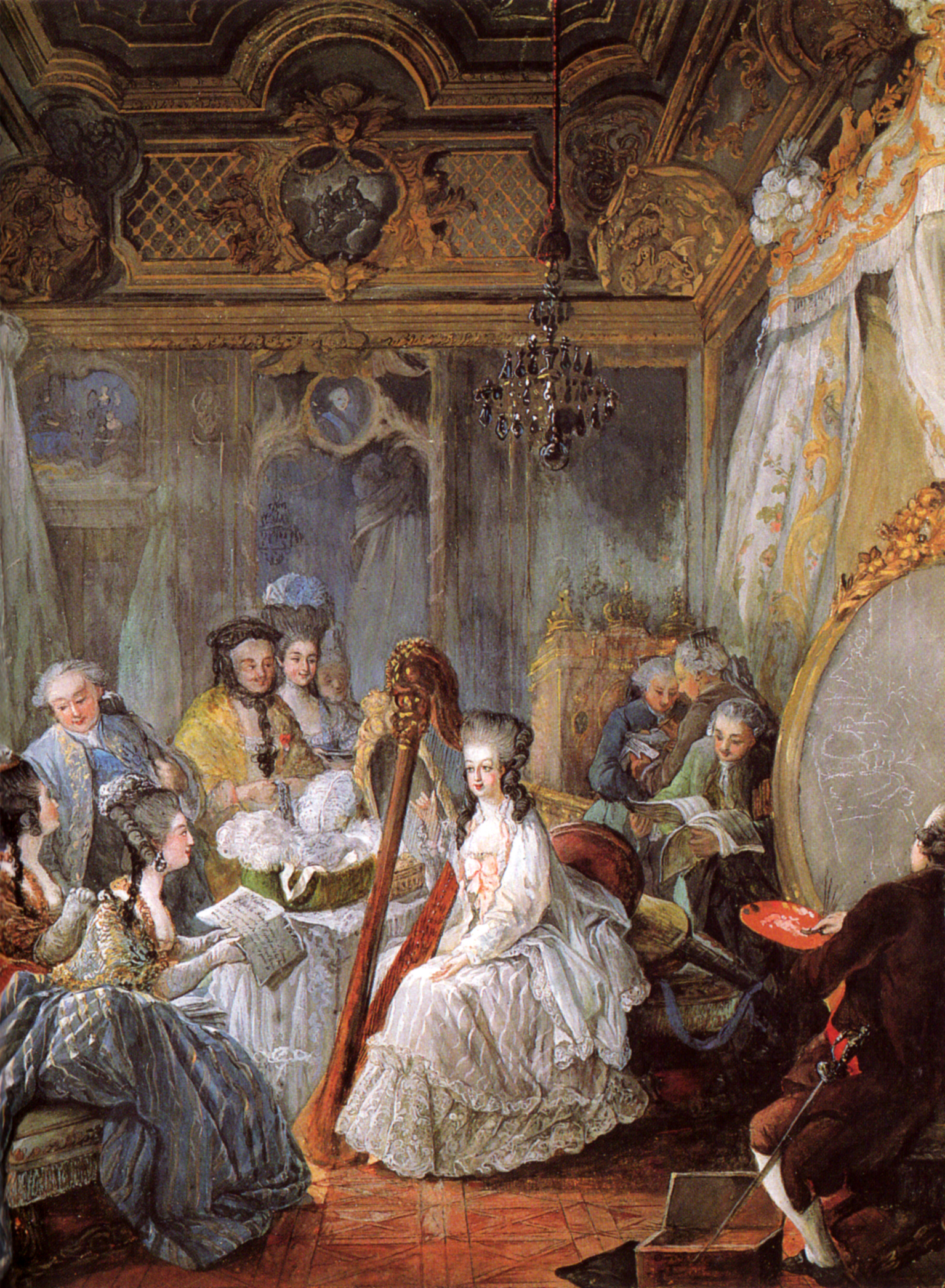
ハープを奏でる王妃（1777年）

上記の通り、ウィーン時代にグルックらから音楽を教わっていた。また彼女が7歳だった1762年9月、各国での演奏旅行の途上、シェーンブルン宮殿でのマリア・テレジアを前にした御前演奏に招かれたモーツァルト（当時6歳）からプロポーズされたという音楽史上よく知られたエピソードも持つ。また、彼女が1774年1月30日にオペラ座でフェルセンと出会った時に二人は音楽について話し、グルックが好きという点で一致したというエピソードが残っている。
後年、ルイ16世のもとに嫁いでからもハープを愛奏していたという。タンプル塔へ幽閉された際もハープが持ち込まれた。歌劇のあり方などをめぐるオペラ改革の折にはグルックを擁護し、彼のオペラのパリ上演の後援もしている。
なおアントワネットは作曲もし、少なくとも12曲の歌曲が現存している。彼女の作品の多くはフランス革命時に焼き捨てられ、ごく一部がパリ国立図書館に収蔵されているのみである。近年では“C'est mon ami”（それは私の恋人）などの歌曲がCDで知られるようになった。
2005年には漫画『ベルサイユのばら』の作者でソプラノ歌手の池田理代子が、世界初録音9曲を含む12曲を歌ったCD「ヴェルサイユの調べ~マリー・アントワネットが書いた12の歌」をアントワネットの誕生日である11月2日に発売し、この曲が2006年上演の宝塚歌劇『ベルサイユのばら』で使用された。
このアントワネットの曲集は日本で世界初の楽譜も出版された。

### 入浴・香水
アントワネットが幼少期を過ごしたオーストリアには当時から入浴の習慣があった。母マリア・テレジアも幼いころから彼女に入浴好きになるよう教育している。入浴の習慣がないフランスへ嫁いだあとも彼女は入浴の習慣を続け、幽閉されたタンプル塔にも浴槽が持ち込まれたという記録がある。
入浴をする習慣は、体臭を消すという目的が主だった香水に大きな影響をもたらした。アントワネットは当時のヨーロッパ貴族が愛用していたムスクや動物系香料を混ぜた非常に濃厚な東洋風の香りよりも、現代の香水に近いバラやスミレの花やハーブなどの植物系香料から作られる軽やかな香りの物を愛用し、これがやがて貴族たちの間でも流行するようになった。もちろん、このお気に入りの香水もタンプル塔へ持ち込まれている。

### 家具
家具に非常に興味を持っており、世界中から沢山の木材を取り寄せた。マホガニー、黒檀、紫檀、ブラジル産ローズウッドなどを使い家具を作らせた。珊瑚や銀も家具の装飾用として使われた。ドイツ人家具職人を多く抱え、ルイ16世様式（新古典主義）の家具を多く貴族に広めている。また日本製や中国製の家具や蒔絵の小箱に代表される漆工芸品をとても好んでおり、マリア・テレジアからも贈られている。母子二代に渡る蒔絵のコレクションは現在もルーヴル美術館やヴェルサイユ宮殿美術館、ギメ東洋美術館に展示されている。

### ファッション・リーダー

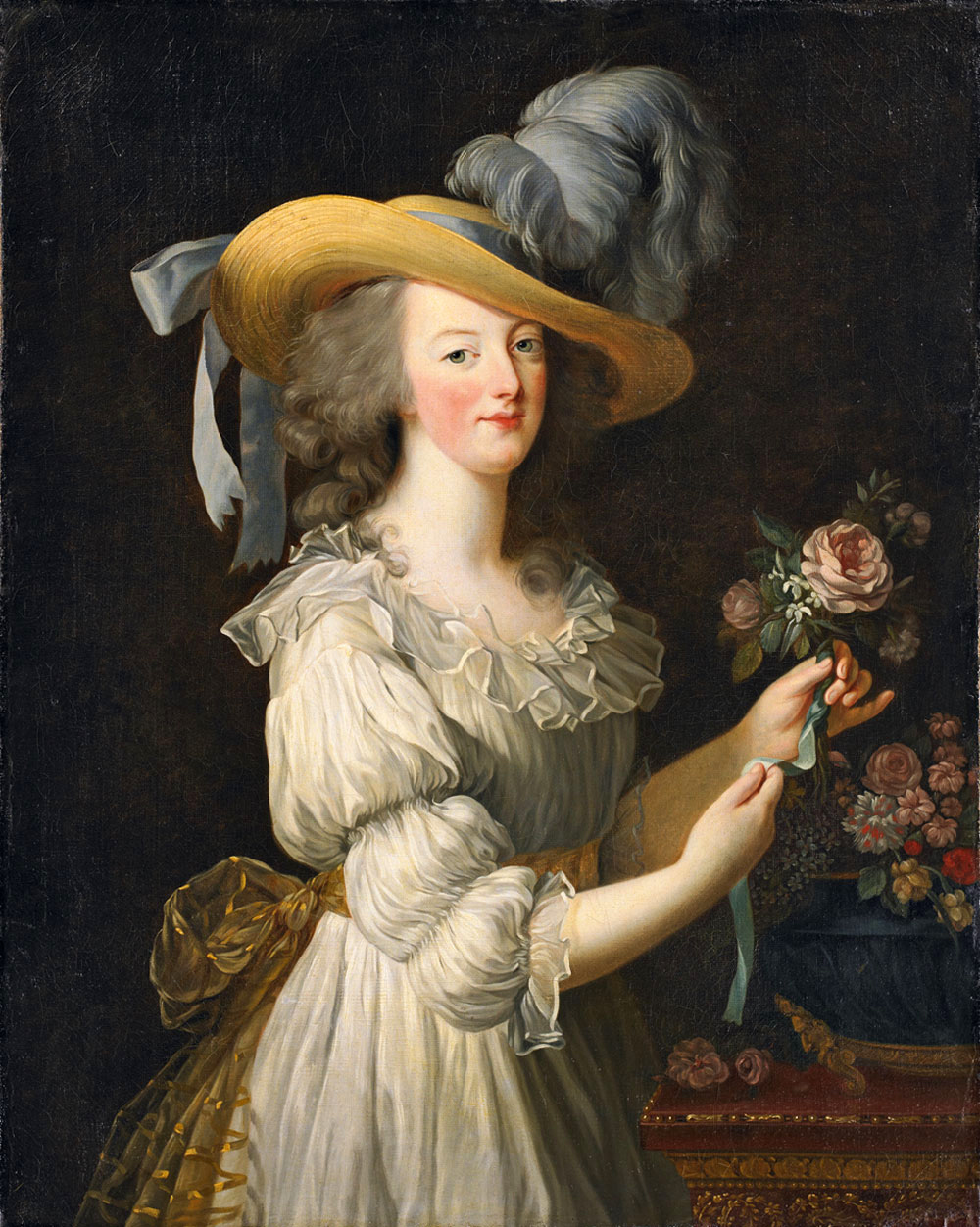
麦藁帽子にモスリンのシュミーズドレス姿の王妃（1783年）

当時の貴族女性は、相手が驚くようなヘア・スタイルを競っていた。アントワネットも王妃になってまもなく、ローズ・ベルタンという新進ファッション・デザイナーを重用する。ベルタンのデザインするドレスや髪型、宝石はフランス宮廷だけでなく、スペインやポルトガル、ロシアの上流階級の女性たちにも流行し、アントワネットはヨーロッパのファッションリーダーとなっていった。
何より女性たちの視線を集めたのがその髪型で、当初は顔の1.5倍の高さだった盛り髪スタイルは徐々にエスカレートし、飾りも草木を着けた「庭ヘアー」や船の模型を載せた「船盛りヘアー」など、とにかく革新的なスタイルで周囲の目を惹きつけた。
即位後最初の数年間を過ぎてからは、ドレスもヘアスタイルも簡素なデザインのものを好むようになった。
このころベルタンは、アントワネットのために肌着として着用されていたモスリン生地や綿生地のシュミーズをパニエを着用しない気軽な普段着にアレンジしたシュミーズドレスをデザインしている。また、アントワネットはパステル調の色彩を好み、特に青を好んだといい青いドレスをまとった肖像画が多数残されている。

### 容姿
身長は154cm。
裁縫師のエロフ夫人の日誌によると、ウエストは58〜59cm、バストが109cmで、当時のモードに合った体型であった。一方で、30歳のときにはかなり豊満な体型だったようで、その豊満さを覆い隠すようなギリシャ風の装いを考案している。エロフ婦人が計ったところ、コルセットで58cm（23インチ）までウェストは締め付けるものの、バストは112cm（44インチ）を超えていたという。
顔は瓜実顔で額が広すぎ、鼻は少し鷲鼻気味で、顎がぼってりし、「下顎前突症」と言われる特徴があった。しかし、輝くばかりの真珠のような白い肌と、眩い金髪を持つ魅力的な容姿であった。
教育係であったド・ヴェルモン神父は「もっと整った美しさの容姿を見つけ出すことはできるが、もっとこころよい容姿を見つけ出すことはできない」、王妃の小姓であったド・ティリー男爵は「美しくはないが、すべての性格の人々をとらえる眼をしている」「肌はすばらしく、肩と頸もすばらしかった。これほど美しい腕や手は、その後二度と見たことがない」、王妃の御用画家であったルブラン夫人は「顔つきは整っていなかったが、肌は輝かんばかりで、すきとおって一点の曇りもなかった。思い通りの効果を出す絵の具が私にはなかった」と述べている。
身のこなしの優雅さでも知られ、前述のド・ティリー男爵は「彼女ほど典雅なお辞儀をする人はいなかった」、ルブラン夫人は「フランス中で一番りっぱに歩く婦人だった」と述べている。

## 子女
- マリー・テレーズ・シャルロット - アングレーム公爵夫人（1778年12月19日 - 1851年10月19日）
- ルイ・ジョゼフ・グザヴィエ・フランソワ - 王太子（1781年10月22日 - 1789年6月4日）
- ルイ・シャルル - ノルマンディー公爵、王太子、ルイ17世（1785年3月27日 - 1795年6月8日）
- マリー・ソフィー・エレーヌ・ベアトリクス（1786年7月29日 - 1787年6月19日）

4人の子供のうち3人は夭逝。長女マリー・テレーズは1799年結婚して夫と添い遂げ、子女の中で唯一、天寿を全うした。マリー・テレーズは結婚15年目の1813年1月に懐妊したが、流産。その後は妊娠することがなく子どもを残していないため、子孫はいない。

## 女官・侍女
- ノアイユ伯爵夫人
  - 侍女長ないし女官長。ノアイユ家。1775年、ランバル公妃が女官の新たな筆頭職に就いたのと入れ替わりで辞職。1794年6月27日、夫フィリップともどもパリでギロチン刑に処された。
- カンパン夫人
  - 1786年に部屋つき第一侍女に就任（第一侍女は数人いた。なお、侍女長ないし女官長だったノワイユ伯爵夫人、さらに侍女総監ないし女官総監だったランバル公妃やポリニャック公爵夫人らとは別の役職）。父は外交官ないし高級官僚。帝政下に開いた学校にてナポレオン・ボナパルトの子女を教育したことを理由に、王政復古後はマリー・テレーズから絶縁される。その後マリー・アントワネットの回想録を出版した[67]。
- ルイーズ・ケットペ・ド・ラボルド （"Louise Marguerite Émilie Henriette Quetpée de Laborde"）
  - カンパン夫人と同じ部屋つき第一侍女。ジャルジャイュ伯爵フランソワ・レーニエ（フランス語版）将軍は再婚相手。
- トゥルゼール公爵夫人（フランス語版）
  - 1789年のフランス革命勃発以降、スイス方面に亡命を余儀なくされたポリニャック公爵夫人に代わり、国王子女の養育係に任命された。ヴァレンヌ事件では国王一家と同行し逮捕。常に王室に忠実であり、帝政時代初期まで数回投獄されている[68]。
- ポリーヌ・ド・トゥルゼール（英語版）
  - トゥルゼール公爵夫人の娘。母とともにテュイルリー宮殿で国王一家に付き従っていた。結婚後はベアルン伯爵夫人。マリー・テレーズとは生涯友情関係にあり[69]、復古王政期にマリー・テレーズの侍女になった。

## ギャラリー
- 婚姻の儀式
- 1769年の肖像画（ジョゼフ・デュクルー画）
- スピネットを弾く1769年頃の肖像画（フランツ・クサーヴァー・ヴァーゲンシェーン画）
- 乗馬服姿の1771年の肖像画（ヨセフ・クランツィンガー画）
- 1785年頃の肖像画（アドルフ・ウルリッヒ・ベルトミュラー画）
- 1788年の肖像画（ヴィジェ・ルブラン画）
- 1791年の肖像画（アレクサンドル・クシャルスキー画））
- アレクサンドル・クシャルスキーによる未完成の肖像画
- アレクサンドル・クシャルスキーによる幽閉中のアントワネット（1793年頃）
- ギロチン台に引き立てられるアントワネット（ウィリアム・ハミルトン画）
- 処刑の様子

### ノンフィクション・評伝
- カストロ, アンドレ『マリ=アントワネット』 1巻、村上光彦訳、みすず書房、1972年4月。ISBN 978-4-622-00507-0。
- カストロ, アンドレ『マリ=アントワネット』 2巻、村上光彦訳、みすず書房、1972年6月。ISBN 978-4-622-00508-7。
- Carolly Erickson (1991-03). To the Scaffold: The Life of Marie Antoinette. William Morrow & Co. ISBN 978-0688073015
- フランソワ・フュレ、モナ・オズーフ, 河野健二, 阪上孝, 富永茂樹 編『フランス革命事典2　人物Ⅰ』みすず書房〈全2巻〉、1998年12月10日。 NCID BN12826171。,  1巻, ISBN 4622034980,  2巻, ISBN 9784622050339
- 佐伯真魚『マリー・アントワネット曲集 王妃様の作った愛の歌』中央アート出版社、2010年6月。ISBN 978-4-8136-0586-7。
- 安達正勝『マリー・アントワネット　フランス革命と対決した王妃』中央公論新社、2014年9月25日。ISBN 9784121022868。[70]
- 阿河雄二郎, 嶋中博章『フランス王妃列伝 : アンヌ・ド・ブルターニュからマリー=アントワネットまで= Vies des reines de France』昭和堂、2017年。ISBN 9784812216323。全国書誌番号:22930747。
- エマニュエル・ド・ヴァリクール 著、ダコスタ吉村花子 訳『マリーアントワネットと５人の男　宮廷の裏側の権力闘争と王妃のお気に入りたち（上）』原書房、2020年10月25日。ISBN 9784562057962。

- エマニュエル・ド・ヴァリクール 著、ダコスタ吉村花子 訳『マリー・アントワネットと5人の男　宮廷の裏側の権力闘争と王妃のお気に入りたち（下）』原書房、2020年10月25日。ISBN 9784562057979。
- ジャン＝クリスティアン・プティフィス 編、土居佳代子 訳『12の場所からたどるマリー・アントワネット（上）』原書房、2020年12月5日。ISBN 9784562058617。全国書誌番号:23471084。

### 書簡集
- パウル・クリストフ 編、藤川芳朗 訳『マリー・アントワネットとマリア・テレジア　秘密の往復書簡』岩波書店、2002年9月26日。ISBN 9784000248013。

- エヴリン・ファー 著、ダコスタ吉村花子 訳『マリー・アントワネットの暗号　解読されたフェルセン伯爵との往復書簡』河出書房新社、2018年8月30日。ISBN 9784309227351。

### 一次資料
- Sir Archibald Alison (1855). Histoire de l'Europe depuis le commencement de la Révolution française en 1789 jusqu'à nos jours, V. F. Parent

### フィクション・文学
- 藤本ひとみ『王妃マリー・アントワネット 青春の光と影』角川書店、2006年10月。ISBN 978-4-04-873734-0。
- 藤本ひとみ『マリー・アントワネット物語 中 恋する姫君』講談社〈青い鳥文庫 284-2 歴史発見!ドラマシリーズ〉、2010年11月。ISBN 978-4-06-285171-8。
- 堀ノ内雅一（シナリオ）、千明初美（漫画）『マリー・アントアネット 革命に散った悲劇の王妃』集英社〈学習漫画 世界の伝記 集英社版 20〉、1992年3月。ISBN 978-4-08-240020-0。

## 関連書籍
シュテファン・ツヴァイクによる評伝
- 「マリー・アントアネット」（シュテファン・ツワイク／高橋禎二、秋山英夫共訳、青磁社、上・下、1948年11月、NCID BN12899211）
  - 再刊版（三笠書房〈世界文學選書〉、上・下、1950年-1951年、NCID BN12662096）
  - 文庫版（岩波書店〈岩波文庫〉、上・中・下、1952年-1953年、NCID BN0045547X）
    - 文庫・改訳版（「マリー・アントワネット」秋山英夫の改訳版、岩波文庫、上・下、1980年6月-7月、NCID BN01521004）
- 「マリー・アントワネット 或る月並な女人の肖像」（ツヴァイク／山下肇訳、角川書店〈角川文庫〉、上・下、1958年-1959年、NCID BN11369369）
  - 新装版「マリー・アントワネット」（山下肇訳、角川書店〈角川文庫 名著コレクション〉、上・下、1984年
- 「マリー・アントワネット」（藤本淳雄、森川俊夫訳、『ツヴァイク全集 11・12』、みすず書房、1962年、NCID BN01029932）
  - 全集・新装版（『ツヴァイク全集 13・14』、みすず書房、1974年、NCID BN01940277）
    - 改訂版（『ツヴァイク伝記文学コレクション 3・4』、みすず書房 全2巻、1998年9月、NCID BA37769305）
- 「マリー・アントワネット」（関楠生訳、河出書房新社〈第3集 世界文学全集 第15巻〉、1965年5月、NCID BN07302116）
  - 文庫・改訂版（河出文庫、上・下、1989年6月 、新装版2006年11月、NCID BA80965908）
- 新訳版「マリー・アントワネット」（シュテファン・ツヴァイク／中野京子訳、角川文庫、上・下、2007年1月）、ISBN 978-404-2082071, 978-404-2082088）

以下の伝記・評伝も日本語書籍のみを記載。
- 「マリー・アントワネット」（フランク・W.ケニョン（英語版）／岡田真吉訳、潮書房、1956年10月、NCID BN1543575X）
- 「マリー・アントワネット」（アレクサンドル・デュマ／木村毅、大倉燁子訳、小山書店新社、1957年10月）
- 「物語マリー・アントワネット」（窪田般彌（窪田般弥）、白水社、1985年1月／白水Uブックス、1991年6月）。新書判
- 「デュバリー伯爵夫人と王妃マリ・アントワネット ロココの落日」（飯塚信雄、文化出版局、1985年3月）
- 「マリー・アントワネットの生涯」（藤本ひとみ、中央公論社、1998年7月／中公文庫、2001年6月）
- 「マリー・アントワネット」（ジョーン・ハスリップ（英語版）／櫻井郁恵訳、近代文芸社、1999年6月）
- 「王妃マリー・アントワネット」（エヴリーヌ・ルヴェ（英語版）／塚本哲也監修、遠藤ゆかり訳、創元社〈「知の再発見」双書〉、2001年11月）
- 「マリー・アントワネットとマリア・テレジア 秘密の往復書簡」（パウル・クリストフ編／藤川芳朗訳、岩波書店、2002年9月）
- 「マリー・アントワネットとヴェルサイユ－華麗なる宮廷に渦巻く愛と革命のドラマ」（新人物往来社〈別冊歴史読本〉、2003年8月）
- 「ロココの花嫁マリー・アントワネット ベルサイユへの旅路」（ケーラー・鹿子木美恵子、叢文社、2005年5月）
- 「マリー・アントワネット」Marie Antoinette: The Journey（アントニア・フレイザー／野中邦子訳、ハヤカワ文庫（上下）、2006年12月）
- 「マリー・アントワネット38年の生涯 断頭台に散った悲運の王妃」（新人物往来社〈別冊歴史読本〉、2008年1月）
- 「王妃マリー・アントワネット 華やかな悲劇のすべて」（藤本ひとみ、角川書店、2008年6月）
  - 各・文庫化「王妃マリー・アントワネット　華やかな悲劇」、「―　青春の光と影」も（角川文庫、2011年2月）
- 「マリー・アントワネットとフランスの女たち 甘美なるロココの源流」（堀江宏樹、春日出版、2008年8月）
- 「マリー・アントワネットの「首飾り事件」」（アンタール・セルプ（英語版）／リンツビヒラ裕美訳、彩流社、2008年10月）
- 「王妃マリー・アントワネット」（新人物往来社編〈ビジュアル選書〉、2010年4月）
- 「王妃マリー・アントワネット 美の肖像」（南川三治郎写真、世界文化社、2011年3月）
- 「マリー・アントワネット運命の24時間 知られざるフランス革命ヴァレンヌ逃亡」（中野京子、朝日新聞出版、2012年2月）
  - 文庫化（文藝春秋〈文春文庫〉、2014年8月、ISBN 978-4-16-790165-3）
- 「マリー・アントワネット ファッションで世界を変えた女」（石井美樹子、河出書房新社、2014年6月、ISBN 978-4-309-22612-5）
- 安達正勝『マリー・アントワネット : フランス革命と対決した王妃』中央公論新社〈中公新書〉、2014年。ISBN 9784121022868。全国書誌番号:22489398。
- 「マリー・アントワネット 華麗な遺産がかたる王妃の生涯」（エレーヌ・ドラレクス、アレクサンドル・マラル（フランス語版）、ニコラ・ミロヴァノヴィチ／岩澤雅利訳、原書房、2015年3月、ISBN 978-4-562-05141-0）
- 「コミック版世界の伝記28 マリー・アントワネット」(ポプラ社、2014年、漫画：山田せいこ　監修：石井美樹子)

## マリー・アントワネットを扱った作品

### 小説
- 『SOSタイム・パトロール』- 光瀬龍著、朝日ソノラマ、1972年。ジュブナイル小説）
- 『王妃マリー・アントワネット』 - 遠藤周作著、朝日新聞社 全3巻、1979年-1980年）。のち新潮文庫 全2巻
- 『王妃に別れをつげて（フランス語版）』 - シャンタル・トマ（フランス語版）著、飛幡祐規訳、白水社、2012年11月。2002年フェミナ賞受賞 (映画化題『マリー・アントワネットに別れをつげて』)
- 『マリー・アントワネット物語』 - 藤本ひとみ著、K2商会絵、講談社青い鳥文庫 歴史発見！ドラマシリーズ、2010年。上「夢みる姫君」、中「恋する姫君」、下「戦う姫君」の全3巻。ジュブナイル小説
- 『マリー・アントワネットの日記』 - 吉川トリコ著、新潮文庫nex、2018年。Ⅰ「Rose」、Ⅱ「Bleu」の全2巻[71]。アントワネットの生涯をギャル語で綴る[72]。
- 『ルイ16世に転生してしまった俺はフランス革命を全力で阻止してアントワネットと末永くお幸せに暮らしたい』 - スカーレッドG著、いの絵、2020年[73][74]（初出はなろう小説、2019年[75]）。アントワネットが、現代日本男性が転生したルイ16世と共に政治改革に奮闘する。
- 『パワー・アントワネット』 - 西山暁之亮著、伊藤未生絵、GA文庫、2020年。ライトノベル。処刑直前のアントワネットがハプスブルク家の秘術で鍛え上げた筋肉で革命政府を転覆する[76]。

### 映画
- 『マリー・アントアネットの生涯』 - 1938年。W・S・ヴァン・ダイク監督、ノーマ・シアラー主演のマリー・アントワネットを主人公にした原作シュテファン・ツヴァイク『マリー・アントワネット（英語版）』の映画化。
- 『マリー・アントワネット』 - 1956年。ジャン・ドラノワ監督、ミシェル・モルガン主演のフランス映画。
- 『ベルサイユのばら』 - 1979年、ジャック・ドゥミ監督の日本映画。池田理代子原作の日本の漫画の映画化。クリスティーネ・ベームがマリー・アントワネットを演じた。
- 『愛と欲望の果てに』（1）＜6回シリーズ＞ ―フランス革命200周年記念映画― 「マリー・アントワネット」』(NHK-BS放映) Les Jupons de la Révolution: Marie-Antoinette - フランスのテレビ映画。キャロリーヌ・ユペール監督。主演エマニュエル・ベアール。VHS発売題『愛と欲望の果てに/ドレスの下のフランス革命』より「マリー・アントワネット」
- 『L'Autrichienne』 - ウテ・レンパーがオーストリア女の最後を演じた、フランス映画。日本未公開。
- 『ジェファソン・イン・パリ/若き大統領の恋』 - 1995年、ジェームズ・アイヴォリー監督。1785年から1789年までトマス・ジェファソンの駐フランス公使時期を描くことで、マリー・アントワネット(シャルロット・ド・トゥルケーム（フランス語版）)が断頭台に送られる前後も描いた(アントニオ・サッキーニ作曲のオペラ《ダルダニュス》の再現や、舞台、会食、謁見なども)。
- 『マリー・アントワネットの首飾り』 - 2001年の米国映画。
- 『マリー・アントワネット』 - 2006年、ソフィア・コッポラ監督、キルスティン・ダンスト主演のマリー・アントワネットを主人公に、80年代の音楽なども混ぜて創作した青春映画。
- 『王妃マリー・アントワネット』 - 2006年に放映された、フランス・カナダ合作のテレビ映画作品。カリーヌ・ヴァナッス主演。
- 『マリー・アントワネットに別れをつげて』 - ブノワ・ジャコ監督、レア・セドゥ主演、2012年のフランス歴史映画。革命発生時のマリー・アントワネット（ダイアン・クルーガー）を朗読係の目から描く。

### 舞台作品
- ベルサイユのばら (宝塚歌劇)
- ミュージカル『マリー・アントワネット』 - 原作：遠藤周作『王妃マリー・アントワネット』
- ミュージカル『1789 -バスティーユの恋人たち-』
- 舞台劇『首のない王妃・マリーアントアネットのその後』 - 博品館劇場2011年9月舞台、武田光太郎主演。
- オペラ『ヴェルサイユの幽霊（英語版）』 - ジョン・コリリアーノ作曲

### ラジオドラマ
- 『フランツ・ルフレルの天使たち』 - 杉崎智介のle Salon テレビ東京InterFM - フランス革命前後のマリー・アントワネットを描いたラジオドラマ。（声：ReeSya）、脚本・杉崎智介

### 漫画
- 池田理代子『ベルサイユのばら』 - ルイ15世末期からフランス革命前後までのベルサイユ宮殿を舞台とした漫画。
- 原作：池田悦子 / 作画：あしべゆうほ『悪魔の花嫁』 - コミックス10巻に収録された「ギロチンが招いた女」で、アントワネットと彼女によく似た娼婦が神のお告げの言い伝えのある洞窟で出会い、その後、2人の運命が入れ替わって娼婦はフェルセンの良心と引き換えに王妃として死ぬ代償として彼に抱かれ、ギロチンで処刑される。そのため、アントワネットは名もない幽霊となってさ迷う。
- 市川能里『マリー・アントワネット : 革命の犠牲となったフランス最後の王妃』 - 黒沢哲哉シナリオ、石井美樹子監修。2005年、小学館。[77]
- 森園みるく『欲望の聖女　令嬢テレジア』 - 「女性セブン」（小学館）にて2007年より連載された[78]。単行本は全12巻。フランス革命初期からロベスピエール処刑までを舞台とした漫画。他の作品と違い、この作品ではアントワネットの悪行をメインに描いている。
- にしうら染『踊る! アントワネットさま』 - 「まんがタイムスペシャル」（芳文社）で2011年から2014年まで連載された漫画。マリー・アントワネットの親友となった女流画家を主人公に、2人の友情を描いた作品。[79]
- 惣領冬実『マリー・アントワネット』 - 「週刊モーニング」（講談社）で連載された漫画。史上初のヴェルサイユ宮殿による監修。
- 坂本眞一『イノサン』-国王ルイ十六世やマリー・アントワネットの斬首刑の指揮を執った実在の死刑執行人シャルル＝アンリ・サンソンを主人公にしている。マリー・アントワネットはシャルル＝アンリの妹・マリー＝ジョセフの自由な生き様に憧れを抱く。
- 山田せいこ『マリー・アントワネット』 - 石井美樹子監修。2014年、ポプラ社[80]
- 乃木坂太郎『第3のギデオン』-18世紀のフランスで反政府運動をおこなう平民のギデオン・エーメがルイ16世夫妻と知り合い、交流を深めるが時代の波を止められず、フランス革命に至る動向が描かれる。
- 上地優歩『マリ・アントワネット : 革命に散った悲劇の王妃』 - 長谷川まゆ帆監修。2018年、KADOKAWA。[81]
- 磯見仁月『傾国の仕立て屋 ローズ・ベルタン』 - ローズ・ベルタンの生涯を取り扱った漫画。コミックス第3巻からマリー・アントワネットが登場する。
- みやのはる『ラ・マキユーズ～ヴェルサイユの化粧師～』 - 『COMIC BRIDGE online』（KADOKAWA）で連載された漫画。コミックス第2巻から登場。過去のフランスにタイムスリップした主人公（化粧品開発の研究者）がマリア・テレジアの命令でオーストリアまで連行され、顔に傷を負ったアントワネットの治療にあたる[82]。
- 小出よしと『悪役令嬢に転生したはずがマリー・アントワネットでした』-21世紀の現代人が悲劇の王妃マリー・アントワネット本人に転生してしまい、来るべき断頭台の最期を回避するべく奮闘する。
- 原作：スカーレッドG / 作画：いの『ルイ16世に転生してしまった俺はフランス革命を全力で阻止してアントワネットと末永くお幸せに暮らしたい』 - 上述の小説のコミカライズ[83][84]。アントワネットが、現代日本男性が転生したルイ16世と共に政治改革に奮闘する。
- 原作：西山暁之亮 / 作画：縞『パワー・アントワネット』 - スクウェア・エニックスマンガUP！ / ガンガンコミックスUP！。上述の小説のコミカライズ[85]。
- 花園あずき『四畳半王妃 ～マリー・アントワネット 転生王妃のやり直し～』 - 2023年、KADOKAWAシルフコミックス。アントワネットが、少女時代の姿で現代日本に転生してしまう[86]。

### アニメーション
- 『ラ・セーヌの星』 - フランス革命の頃のパリが舞台のテレビアニメ。アントワネットは知らなかったが、彼女の父君ロートリンゲン公フランツ1世がフランスのオペラ座の歌姫との間に設けたシモーヌ・ロランという異母妹がいるという設定。
- 『ベルサイユのばら』 - 同名漫画のアニメ化作品。

### ゲーム
- 『ワールドチェイン』- レブナントとして登場。
- 『グリムノーツ』- 英雄として登場。
- 『IdentityV』- 血の女王として登場。
- 『SOUL REVERSE ZERO』ｰ 英霊として登場。
- 『モンスターストライク』 - モンスターとして登場。
- 『消滅都市』 - タマシイとして登場。
- 『少女☆歌劇 レヴュースタァライト −Re LIVE−』 - 花柳香子の衣装として登場。
- 『薔薇に隠されしヴェリテ』
- 『Oblivious』 - 2019年12月26日にサービス終了。
- 『マグナとふしぎの少女』 - レジェンズとして登場。
- 『ちょいと召喚！モンスターバスケット』 - モンスターとして登場。
- 『My Crypto Heroes』 - ヒーローとして登場。
- 『Fate/Grand Order』-サーヴァントとして登場。担当声優は種田梨沙。
- 『私立ベルばら学園〜ベルサイユのばらRe imagination〜』-有栖川マリ(イメージキャラクター：マリー・アントワネット)

### 楽曲
- 『marie』- Aimerの楽曲。2019年に開催された「日本・オーストリア友好150周年記念　ハプスブルク展　600年にわたる帝国コレクションの歴史」イメージソング。マリー・アントワネットを題材として書き下ろされた。[87]。